# Lvi a obři: Na ostří nože
Lvi a obři: Na ostří nože (Lions and Giants Living on the Edge) je britsko-německý přírodovědný dokument. Sleduje lví smečku žijící na severozápadě státu Botswana a stáda slonů, jež jsou dravci schopni ulovit. Dokument vytvořily televizní kanály ARTE, ZDF a Animal Planet.